# The Playce
The Playce (voorheen: Potsdamer Platz Arkaden) is een winkelcentrum bij de Potsdamer Platz in de wijk Tiergarten van de Berlijnse stadsdeel Mitte.

## Beschrijving

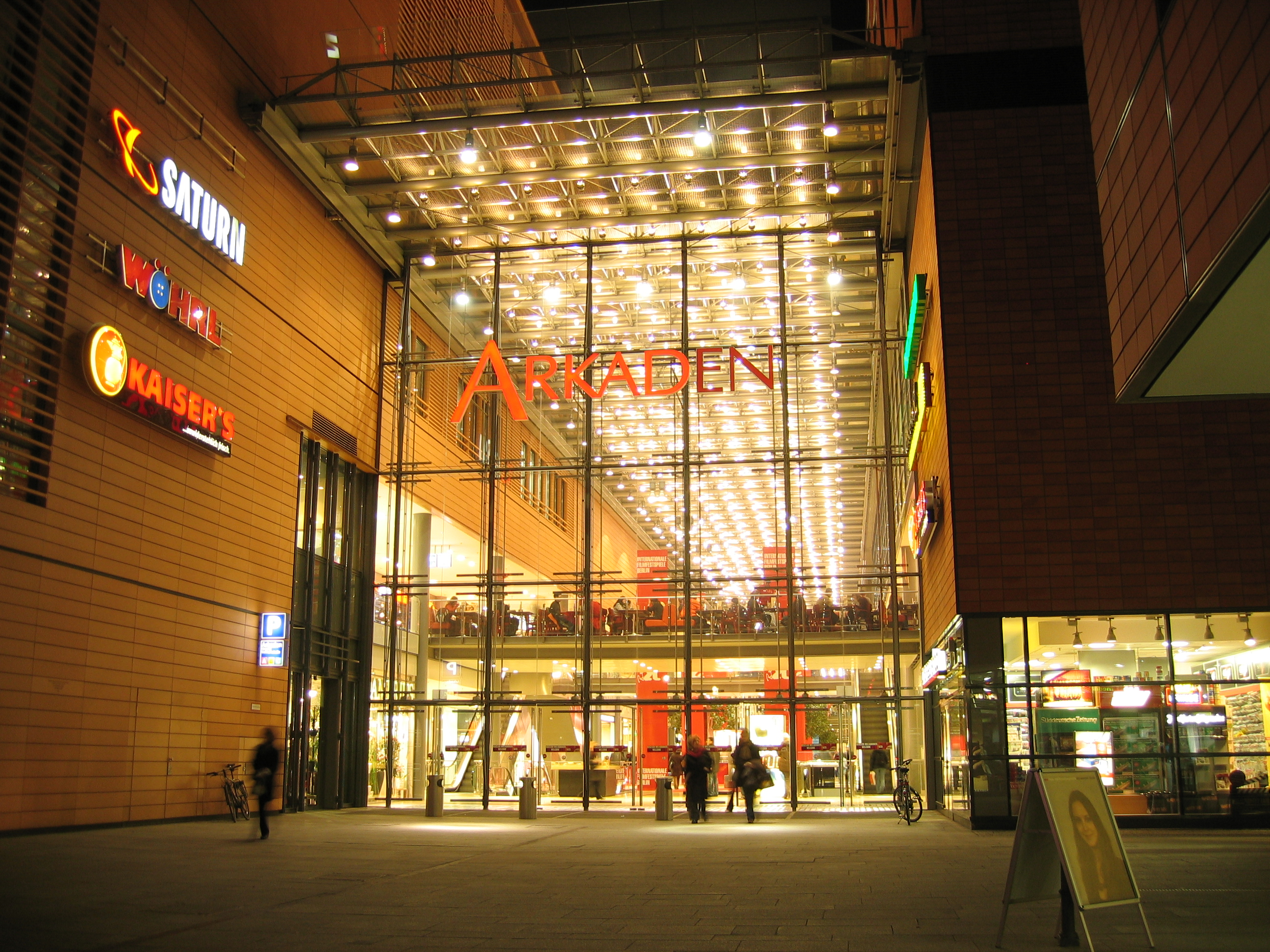
Zuidelijke ingang van The Playce in de avond

Het winkelcentrum is op 2 oktober 1998 geopend als Potsdamer Platz Arkaden. De 133 winkels, restaurants, cafés en bars zijn verdeeld over drie niveaus en hebben een totale verkoopoppervlakte van circa 40.000 m². In november 2018 werd bekend dat er een grondige renovatie van het winkelcentrum in voorbereiding was.
De renovatie duurde van voorjaar 2020 tot en met 2022. De opening van Mission: Play!, een "familie-entertainmentcentrum" van 4.000m² van Mattel is meerdere keren uitgesteld, maar staat nu gepland voor het najaar van 2023.

## Architectuur
Het winkelcentrum maakt deel uit van een 19-delig gebouwencomplex dat tot stand is gekomen op basis van de ideeën van een internationaal team van architecten. De regie was in handen van de Italiaan Renzo Piano, die onder meer ook het Centre Pompidou ontwierp. Met de Potsdamer Platz wilde hij een ‘Europees ogende stadswijk’ creëren en de uitstraling ervan onder meer vormgeven met terracotta gevels.

## Infrastructuur
Het gebouw heeft een directe ondergrondse toegang tot de metro-, S-Bahn- en treinstations Postdamer Platz. Er is ook een parkeergarage voor 4.000 plaatsen voor bezoekers van het complex. 